# Niujci
Niujci, maleni polinezijski narod uže tonganske skupine naseljen na otoku Niue, i znatno veći broj iseljenih na Novi Zeland i druge zemlje. Niujci su jezično najsrodniji Tongancima, a njihova populacija iznosi oko 8.000. Po drugim podacima broj im je znatno veći: 22,476 na Novom Zelandu (2006) ili ukupno 24.000. Oko 2.000 (2,027 na Niue; 1998) ih živi na matičnom otoku, s kojeg se nakon tropskih ciklona kao onih iz 1959. i 1960. uz novozelandsku pomoć naselili u blizini Aucklanda u predgrađima Freemans Bay, Grey Lynn i Parnell.
Na otoku Niue žive od eksploatacije mora (ribolov) i uzgoja tipičnih polinezijskih kultura (taro i kokos). Postoji dualna podjela na polovice Motu i Tafiti. U prošlosti je poliginija bila ograničena na poglavice. Postojao je vrhovni poglavica cijelog otoka, patuiki, ali po svoj prilici bio je podređen tonganskom poglavici. U slučaju da bi otokom zavladala suša ili glad, poglavica je mogao biti ceremonijalno ubijen zbog zanemrivanja dužnosti. Obitelj je proširena, nasljeđe ambilinearno.